# Guellal
Guellal là một đô thị thuộc tỉnh Sétif, Algérie. Dân số thời điểm năm 2002 là 19.886 người.